# Микросхемы серии 7400

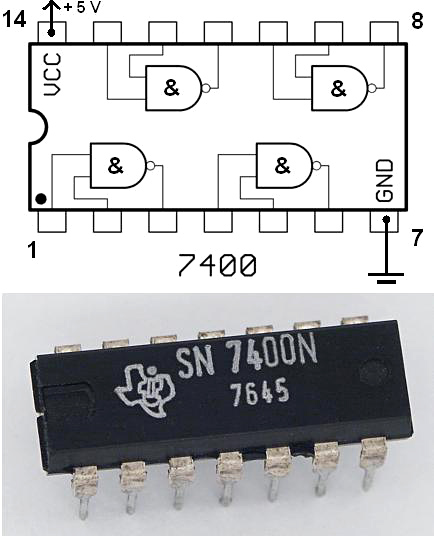
Микросхема 7400, содержащая четыре элемента 2И-НЕ. Суффикс N обозначает PDIP-корпус. Число меньшим шрифтом во второй строке (7645) — код даты; эта микросхема произведена в 1976 году на 45 неделе.

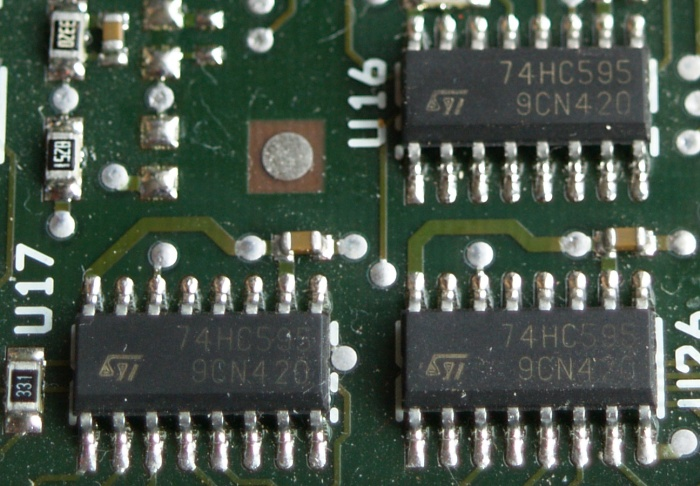
Поверхностно-монтируемый регистр сдвига 74HC595 на печатной плате.

7400 серия интегральных микросхем на ТТЛ-логике известна как первое широко распространённое семейство интегральных микросхем с ТТЛ-логикой. Она использовалась для построения мини-компьютеров и мейнфреймов в 1960-х и 1970-х годах. Было несколько совместимых по разводке выводов поколений оригинального семейства, ставшим стандартом де-факто.

## Обзор
7400 серия содержит сотни устройств, обеспечивающих функции от базовых логических операций, триггеров, счётчиков, до шинных формирователей, передатчиков сигнала и арифметико-логических устройств.
Сегодня[когда?] поверхностно-монтируемые КМОП версии 7400 серии используются в потребительской электронике и в качестве согласовывающей логики в компьютерах и промышленной электронике. Быстрейшие элементы выполняются только для поверхностного монтажа. Устройства в DIP-корпусах много лет широко использовались в промышленности, теперь их применяют для быстрого прототипирования и обучения, оставаясь доступными для многих устройств.
Микросхема в DIP-корпусе с 14 выводами, справа — представитель серии, содержит четыре элемента И-НЕ, каждый с двумя входами и одним выходом. Два дополнительных контакта соединяются с источником питания (+5В) и землёй. Данная микросхема имеет отечественный аналог — К155ЛА3, с аналогичным расположением выводов.
Несмотря на то, что изначально семейство разрабатывалось для цифровой логики, в нём можно встретить аналоговые устройства, например триггеры Шмитта. Как и 4000 серия, новые КМОП версии 7400 серии также пригодны для использования в качестве аналоговых усилителей с отрицательной обратной связью (подобно операционным усилителям с только одним инвертирующим входом).

## Подсерии
Ранние устройства 7400 серии строились на биполярных транзисторах. Новые подсерии, более или менее совместимые функционально и по логическим уровням, используют КМОП-технологию или комбинацию из биполярных и КМОП транзисторов (БиКМОП). Изначально биполярные транзисторы обеспечивали большую скорость, но потребляли больше энергии, чем 4000 серия КМОП-устройств. Биполярные устройства, ко всему прочему, более требовательны к определённому уровню питающего напряжения, обычно 5 В, в то время как использующие КМОП поддерживают широкий диапазон напряжений.
Устройства для военного применения, имеющие расширенный температурный диапазон, доступны в 5400 серии. Texas Instruments также производит устройства с повышенной защитой от радиации (префикс RSN). 
Микросхемы 7400 серии создавались на разных технологиях, но совместимость сохранялась с оригинальными уровнями логики TTL и напряжением питания. Несмотря на то, что элементы построены на КМОП-логике, а не ТТЛ, они сохраняют одинаковые номера для определения идентичных логических функций в различных подсериях. Существует около 40 подсерий, использующих стандартную схему нумерации.
- Биполярные ИМС:
  - 74 — «стандартное ТТЛ» семейство, не имеет букв между «74» и номером устройства;
  - 74L — с малым потреблением (по сравнению с оригинальным ТТЛ-семейством), очень медленны;
  - H — высокоскоростные (до сих пор выпускаются, но в основном заменены S-сериями, использовались в эре компьютеров 1970-х);
  - S — Шоттки (устарели). ~17 нс;
  - LS — с малым потреблением (Шоттки). 15...32 нс;
  - AS — улучшенные (Шоттки);
  - ALS — улучшенные (Шоттки) с малым потреблением. 11...14нс, 74ALS38 - 33нс;
  - F — быстрые (быстрее обычных Шоттки, аналогичны AS).  ~5 нс.
- КМОП
  - C — КМОП, 4-15V, работают как 4000 серия;
  - HC — высокоскоростные КМОП, аналогичны по быстродействию с LS. 12 нс (до 22/30 нс);
  - HCT — высокоскоростные, совместимы по логическим уровням с биполярными ИС. 12 нс (до 24/34 нс);
  - AC — улучшенные КМОП, быстродействие в основном между S и F. 7...10.8 нс;
  - ACT — 8.5...11.5 нс;
  - AHC — улучшенные высокоскоростные КМОП, в три раза быстрее HC. 7.5...10.6 нс;
  - ALVC — низкое напряжение питания — 1,65-3,3В. 2нс;
  - AUC — низкое напряжение питания — 0,8-2,7В. <1.9 нс @1.8В;
  - FC — быстрые КМОП, быстродействие аналогично с F;
  - LCX — КМОП с 3В питающим напряжением и 5В входами;
  - LVC — низкое напряжение питания — 1,65-3,3В и 5В входами. <5.5 нс @ 3.3В/<9 нс@2.5В (от 2.5 нс);
  - LVQ — низкое напряжение питания — 3,3В;
  - LVX — низкое напряжение питания — 3,3В и 5В входами;
  - VHC — очень высокоскоростные КМОП — 'S' быстродействие с КМОП технологией и питанием. ~3.7нс;
  - G — супер-высокие скорости (более 1 ГГц), производятся Potato Semiconductor.
- БиКМОП
  - BCT — БиКМОП, совместимы с входными уровнями переключения ТТЛ, используются в буферах;
  - ABT — улучшенные БиКМОП, с входными уровнями переключения ТТЛ, быстрее ACT и BCT.

Многие ИС в КМОП сериях HC, AC и FC также представлены в «T» версиях, совместимых с уровнями переключения и ТТЛ, и 3,3 В КМОП. ИС без «T» имеют уровни переключения КМОП.

## История
Несмотря на то, что 7400 серия была первым де-факто промышленным стандартом ТТЛ-семейства, несколько производителей полупроводниковых устройств создавали свои семейства с ТТЛ логикой, например, Sylvania SUHL, Motorola MC4000 MTTL (не путать с RCA CD4000 CMOS), National Semiconductor DM8000, Fairchild 9300 и Signetics 8200.
Микросхема 7400N с четырьмя 2И-НЕ элементами была первым представителем серии.
5400 и 7400 серии использовались во многих популярных мини-компьютерах в 1970-х и начале 1980-х.  В качестве других примеров можно представить серии Data General Nova и Hewlett-Packard 21MX, 1000 и 3000.
Любители и студенты могут с помощью проводов, монтажной платы и источника питания на 5 В экспериментировать с цифровой логикой, обращаясь к обучающим статьям в журналах Byte и Popular Electronics, которые содержат примеры схем практически в каждом выпуске. Раньше во времена крупномасштабных разработок новых ИМС прототип новой интегральной цепи возможно было создать при использовании микросхем ТТЛ на нескольких платах перед запуском устройства в производство в виде ИМС. Это позволяло симулировать готовое устройство и тестировать логику до появления программного обеспечения для этих целей.
В 2007 году отдельные микросхемы стоили приблизительно по $0,25, в зависимости от конкретного изделия.

## Обозначение
Микросхемы 7400 серии обычно используют следующую схему обозначения, однако могут быть некоторые различия у разных производителей. 

1. Первые две или три буквы обозначают производителя:
- AM — Advanced Micro Devices
- DS — National Semiconductor Corp.
- MC — Motorola Semiconductor Products Inc.
- ULN — Sprague Electric Corp.
- mA — Fairchild Instrument & Camera Corp.

или назначение и технологию ИС, например у Texas Instruments Inc.:
- AC — биполярные ИС улучшенные
- SBP — биполярные микропроцессоры
- SMJ — МОП-ИС памяти и микропроцессоры
- SN — стандартные ИС
- TAC — КМОП-логические матрицы
- TAL — ТТЛШ-логические матрицы с пониженной потребляемой мощностью
- TAT — ТТЛШ-логические матрицы
- TBP — биполярные ИС памяти
- TC — формирователи видеосигналов для ПЗС
- TCM — ИС для телекоммуникации
- TIBPAL — биполярные ПЛМ
- TIED — детекторы инфракрасного излучения
- TIL — оптоэлектронные ИС
- TL — аналоговые ИС
- TLC — аналоговые КМОП-ИС
- TMS — МОП-ИС памяти и микропроцессоры
- TM — модули микроЭВМ
- VM — ИС памяти речевого синтеза

2. Две цифры префикса температурного диапазона у Texas Instruments Inc.:
- 54, 55 — −55…+125 °C для военного варианта
- 74, 75, 76 — 0…+70 °C для коммерческого варианта

при обозначении в суффиксе:
- отсутствие знака — 0…+70 °C
- C — 0….+70 °C
- E — −40….+85 °C
- I — −25….+85 °C
- L — 0….+70 °C
- M — −55…+125 °C
- S — специальный диапазон

или применяемую технологию:
- 54, 74 — стандартная ТТЛ
- 54H, 74H (High) — быстродействующая
- 74F (Fast) — сверхбыстродействующая
- 54L (Low-power) — с пониженной потребляемой мощностью
- 54LS, 74LS (Low-power Schottky) — ТТЛШ с пониженной потребляемой мощностью
- 54S, 74S (Schottky) — ТТЛШ
- 55, 75 — стандартные интерфейсы
- 54AS, 74AS (Advanced Schottky) — улучшенная ТТЛШ
- 54HC, 54HCT, 74HC, 74HCT (High-speed CMOS) — быстродействующие на основе КМОП-структур
- 54ALS, 74ALS (Advanced Low-power Schottky) — улучшенная ТТЛШ с пониженной потребляемой мощностью
- 76 — улучшенные ИС

3. До четырёх символов, означающих подсерию, обозначающей тип используемой логики. 

4. Две или более цифры, присвоенные устройству. Существуют сотни наименований в каждой подсерии, но при этом у устройств с одинаковыми цифрами почти всегда одинаковая функциональность и расположение выводов вне зависимости от производителя, исключением могут быть плоские корпуса, поверхностно-монтируемые элементы, некоторые быстрые КМОП серии (например 74AC) и, как минимум, одно низкопотребляющее ТТЛ-устройство имеют различное расположение выводов, по сравнению с обычной серией. 

5. Дополнительные буквы и цифры могут обозначать тип корпуса, категорию качества или иную информацию, различно от производителя к производителю.
Например SN74ALS245 означает микросхему, произведённую Texas Instruments, выполненную в коммерческой версии на основе логики ТТЛ, из семейства улучшенных Шоттки с низким энергопотреблением, функция — двунаправленный восьмибитный буфер.
Многие семейства логики сохраняют нумерацию ТТЛ-устройств для помощи разработчикам. Некоторые производители, например Mullard и Siemens выпускают микросхемы, совместимые с оригинальной серией по расположению выводов, но с совершенно другой схемой нумерации, тем не менее, в документации имеется номер совместимой микросхемы из 7400 серии.